# Eugeni Valderrama
Eugeni Valderrama Domènech (Tarragona, 19 luglio 1994) è un calciatore spagnolo, centrocampista del Marbella FC.

## Palmarès

### Club

#### Competizioni nazionali
- Segunda División: 1

Huesca: 2019-2020